# Erhan Önal
Erhan Önal (* 3. September 1957 in Izmir; † 16. März 2021 ebenda) war ein türkischer Fußballspieler. Durch seine langjährige Tätigkeit für Galatasaray Istanbul wird er sehr stark mit diesem Verein assoziiert. Sein Spitzname während seiner Karriere war Papaz Erhan (Priester Erhan). Dieser Name ist auf seinen Bart zurückzuführen, welchen er während seiner aktiven Karriere trug.

## Karriere

### Vereine
Im Alter von sieben Jahren kam Önal mit seiner Familie aus der Türkei in die Bundesrepublik Deutschland. Nach seiner Jugendzeit beim SV Schwarz-Weiß München wechselte Önal 1973 zur Amateurmannschaft des FC Bayern München. Zur Saison 1976/77 gelang ihm der Aufstieg in den Profi-Kader der Bayern und damit – als erstes Gastarbeiterkind türkischer Abstammung – in die Bundesliga.
Sein erstes von 18 Bundesligaspielen absolvierte er am 22. Januar 1977 (19. Spieltag) beim 2:2-Unentschieden im Heimspiel gegen den MSV Duisburg; sein einziges Tor war der am 7. April 1977 (29. Spieltag) in der 57. Minute zum 3:0-Endstand erzielte Treffer gegen den 1. FC Kaiserslautern. Des Weiteren kam er in den beiden Viertelfinal-Spielen am 2. und 16. März 1977 im Europapokal der Landesmeister gegen Dynamo Kiew und im DFB-Pokal-Wettbewerb am 10. August 1977 beim 1. FC Saarbrücken, gegen den der FC Bayern München mit 2:1 gewann, zum Einsatz.
Nach der Saison 1977/78 wechselte er nach Belgien zum Erstligisten Standard Lüttich, für den er bis 1983 in der 1. Division aktiv war und drei Titel gewann. Nach einer Reihe von Verletzungen kehrte er anschließend nach München zurück, wo er für den Amateurverein Türkgücü spielte. 1985 verpflichtete ihn der Erstligist Galatasaray Istanbul, für den er bis zur Saison 1992/93 spielte und ebenfalls drei Titel gewann. Önal blieb in der Türkei und war einige Jahre als Funktionär beim Verein tätig.

### Nationalmannschaft
Von 1979 bis 1981 spielte Önal zwölf Mal für die A-Nationalmannschaft seines Geburtslandes. Sein Debüt gab er am 28. Februar 1979 in Bursa bei der 0:1-Niederlage gegen Algerien, erzielte am 21. November 1979 in Izmir, beim 1:0-Sieg über Wales, den Siegtreffer und damit sein einziges Länderspieltor und stand zuletzt am 15. April 1981 in Istanbul bei der 0:3-Niederlage gegen die ČSSR in der Mannschaft.

## Erfolge
FC Bayern München
- Weltpokalsieger: 1976 (ohne Einsatz)

Standard Lüttich
- Belgischer Meister: 1981/82, 1982/83
- Belgischer Pokalsieger: 1980/81

Galatasaray Istanbul
- Türkischer Meister: 1986/87, 1987/88
- Türkischer Pokalsieger: 1990/91
- Türkischer Fußball-Supercup: 1987, 1988
- Başbakanlık Kupası: 1986

## Sonstiges
In der Saison 2000/01 stand sein Sohn Patrick Mölzl, den er mit seiner ersten Ehefrau hat, ebenfalls beim FC Bayern München im Profikader, kam allerdings zu keinem Einsatz. Von 1990 bis 1999 war er mit der Schauspielerin Mine Baysan (* 1961) verheiratet. Die gemeinsame Tochter Bige wurde 1990 geboren und ist ebenfalls Schauspielerin.
Nach einer Gehirnblutung, die er vor einem Fußballspiel erlitt, schwebte er 2011 für einige Zeit in Lebensgefahr. Es verblieben leichte Sprach- und Bewegungsstörungen. Er zog in der Folge zu seiner Familie in Izmir, wo er am 16. März 2021 in einem Krankenhaus verstarb.